# کارکس کنسینیدس
کارکس کنسینیدس (نام علمی: Carex concinnoides) نام یک گونه از سرده جگن است.